# Linheraptor
Linheraptor ("lupič z oblasti Linhe") byl rod masožravého teropodního dinosaura z čeledi Dromaeosauridae. Fosilie tohoto asi 1,8 až 2,5 metru metru dlouhého a kolem 25 kg těžkého maniraptora pocházejí z čínského souvrství Wulansuhai ve Vnitřním Mongolsku (součást Číny). Linheraptor zde žil v období svrchní křídy (stupeň kampán) před asi 80 až 72 miliony let.

## Objev a zařazení

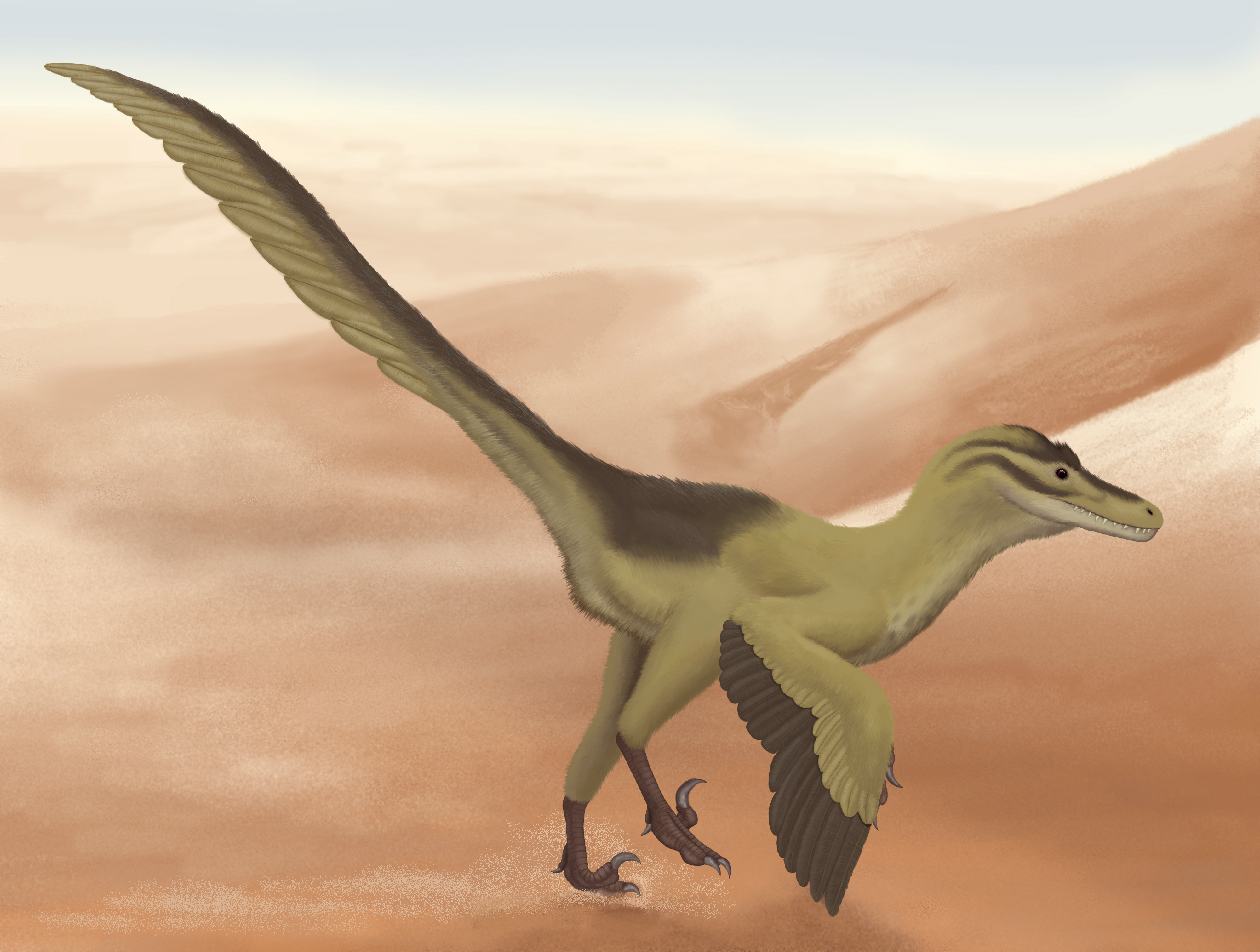
Linheraptor exquisitus - rekonstrukce vzezření.

Fosilie tohoto rodu byly objeveny v roce 2008 a formálně popsán byl v roce 2010 na základě téměř kompletní a dobře dochované kostry (holotyp nese katalogové označení IVPP V 16923). Nejbližším příbuzným tohoto menšího dravce byl nejspíš další dromeosaurid rodu Tsaagan, dále pak severoamerické rody Acheroraptor a Dineobellator. Naopak populární rod Velociraptor byl pouze vzdálenější příbuzný, který byl navíc vývojově pokročilejší.

## Paleoekologie
Tento menší dravec sdílel své ekosystémy s mnoha dalšími obratlovci (ještěry, savci, praptáky apod.) i dalšími dinosaury, například rody Linhenykus, Linhevenator nebo Wulatelong.